# 乌拉泊站
乌拉泊站位于新疆维吾尔自治区乌鲁木齐市郊，是兰新铁路的一座火车站，等级为四等站，距兰州站1883公里，距乌鲁木齐站9公里，本站及相邻上下行区间均为电气化区段。本站办理客货运业务。邮政编码为830049。